# Хотел Вавилон
Хотел Вавилон (енгл. Hotel Babylon) је британска телевизијска драмска серија заснована на истоименој књизи Имоџен Едвардс-Џоунс. Емитована је од 19. јануара 2006. године до 14. августа 2009. године на Би-Би-Си вану. Серија прати животе радника у гламурозном хотелу са пет звездица.
Серија је отказана након четврте сезоне, тако да је крај остао необјашњен.

## Улоге
| Глумац           | Улога          |
| ---------------- | -------------- |
| Најџел Харман    | Сем Френклин   |
| Ана Вилсон-Џоунс | Џулијет Милер  |
| Декстер Флечер   | Тони Касемор   |
| Мартин Маркез    | Гино Примирола |
| Реј Култард      | Џејмс Скофилд  |
| Александра Моен  | Емили Џејмс    |
| Мајкл Одит       | Бен Трман      |
| Ејми Нутал       | Мелани Хјуз    |
| Данира Говић     | Тања Михајлов  |
| Тамзин Атхвејте  | Ребека Мичел   |
| Натали Мендоза   | Џеки Клун      |
| Ли Вилијамс      | Џек Харисон    |
| Макс Бизли       | Чарли Едвардс  |
| Ема Пирсон       | Ана Торнтон    |
| Пол Телфер       | Лука Марвуд    |

### Сем Френклин
Сем Френклин (четврта сезона) је власник хотела. Појављује се када је Лондон заустављен терористичким узбунама. Укључује се у послове када охрабри особље да отворе хотел што већем броју људи. Открива се да је он бивши супруг Џулијет Милер, која надгледа затварање хотела. Харизматични, атрактивни бизнисмен претходно није био успешан, али због улагања у кинеску фарму ветрењача сада је постао мулти-милионер. Када пропадне потенцијални уговор, он сам купује хотел, спасавајући га од затварања. Када изгуби све осим хотела, укључује се у менаџмент, што доводи до напетости између њега и његове бивше жене. Упркос разводу, они одлучују да прославе годишњицу брака и након тога обнове своју везу. Међутим, када открије да је имала побачај када је он отишао, они раскидају.

### Џулијет Милер
Џулијет Милер (раније Френклин) (четврта сезона) је генерални директор. Први пут се појављује као судски извршитељ када је хотел пред затварањем, али је преузела посао генералног менаџера када је њен бивши супруг Сем купио Вавилон. Описана је као професионалац који не меша осећања и посао. Она нема проблема са доношењем тешких одлука, али када види бившег супруга Сема у хотелу све се мења. Њих двоје одлучују да раде заједно и постају пријатељи. Међутим, у петој епизоди, раскидају. Сем је Мередит Сатон ангажовао да изгради хотелски менаџментски тим. Она је бивша Семина девојка, а Џулијет је љубоморна на њу и накратко напушта хотел Вавилон. Сем је кренуо за Џулијет и успео је да је натера да се врати.

### Тони Касемор
Тони Касемор (прва-четврта сезона) је главни врата. Глуми га Декстер Флечер. Први пут се појавио у сезони 1, епизода 1. Емили Џејмс је рекла да Касемор познаје Лондон наопачке. Пре него што је постао главни вратар био је заменик менаџера. Касемор је ожењен и има двоје деце; његова ћерка се појављује у сезони 3. Породица каже да он превише времена проводи на послу. Он свој посао схвата врло озбиљно. Труди се да помогне гостима кад год може. Добар је пријатељ са својим колегама у хотелу, посебно са Аном; њихов однос би се могао описати као очински, добри су пријатељи.
Декстер Флечер је рекао за свог лика да је добар породични човек који увек покушава да донесе исправну одлуку. Много се жртвује како би својој жени и деци створио лагодан породични живот, труди се да их никада не види. Када се његова ћерка Лиз појавила у хотелу на аудицији, погађају га многе истине о кући и он је приморан да преиспита свој положај у породици и у хотелу.

### Гино Примирола
Гино Примирола (прва-четврта сезона) је главни бармен (особа која служи госте пићем). Први пут се појавио у сезони 1, епизода 1. Гино је радио у бару хотела дуги низ година. Рођен је у Риму, Италији, а одрастао је у Шпанији и још увек има јак шпански акценат.
Освојио је награду Бармен године (2007). Познат је као креативни миксолог, особа која развија нова пића.

### Џејмс Скофилд
Џејмс Скофилд (прва-четврта сезона) је менаџер хране и пића. У сезони 3 је откривено да је на сталној дијети, успео је да смрша тако што је пратио савете човека који је одсео у хотелу.
Од почетка серије, Џејмс се показује помало социјално конзервативним. У другој сезони Џејмс је приказан као зависник од коцкања. Морао је да прода свој БМВ како би отплатио коцкарске дугове. Џејмс, такође, тајно открива Бену да је његова вештина дегустације вина превара и да га он не поседује!

### Емили Џејмс
Емили Риши ( радно име Емили Џејмс) (трећа-четврта сезона) је ПР менанџер. Појавила се на почетку треће сезоне, представљајући се као новинар који покушава да открије инкриминирајуће информације од особља, пре него што се открила као нова менаџерка за односе са јавношћу, на велику жалост особља. У другој епизоди четврте сезоне откривено је да је она ћерка хотелијера, Дамиен Ришија, који накратко постаје власник Вавилона. Емили течно говори немачки језик што се открива када глуми да је принцеза из Лихтенштајна за Семово ПР лажно венчање. Бен се понаша као један од најбогатијих људи Уједињеног Краљевства који се оженио са принцезом и на кратко се заљубио у Емили.

### Бен Трман
Бенџамин Бен Трман (прва-четврта сезона) је главни рецепционер. Сарађује са шефом рецепције, Аном Торнтон.
Бен је хомосексуалац и поносан је на то. Одрастајући узимао је кокаин са својим пријатељем (приказано у другој сезони) који је сада репер и купује у хотелу Вавилон, а Бен га избегава јер је познато да је хомофобичан. Касније је откривено да га је Бен једном пољубио када су били млађи, откривши да то можда стоји иза његове мржње према геј мушкарцима.
Он је пријатељ са остатком особља, али у бесу оптужује Ребеку и Чарлија да су расисти зато што су они у последњој епизоди друге сезоне претили њему и осталом особљу да ће остати без посла.
Мајкл Одит је рекао за Би-би-си, да је геј лик открио његову женствену страну што се његовој девојци много свидело, као и што се сада много смеје. Она сматра да Мајкл сада више времена посвећује свом изгледу, чега он није свестан.

### Мелани Хјуз
Мелани Хјуз (четврта сезона) је рецепционер. Посао је добила сасвим случајно када ју је дечко оставио на степеницама хотела Вавилон. Бен је узима под своју заштиту.

### Тања Михајлов
Тања Михајлов (прва-четврта сезона) је шеф домаћинства, раније собарица. У првој епизоди је напада жена која борави у хотелу, особље планира како да је заштити. Напала ју је зато што је ушла у њену собу и видела је како конзумира кокаин. Почела је да је удара, што је за последицу оставило и неколико модрица на Тањином лицу.
У другој сезони, другој епизоди, присећа се рата у Хрватској. У хотелу одседа гост по имену Мајкл Довић, угледни грађевински предузетник и породични човек из Хрватске. Тања се сећа његовог гласа из рата током кога је убијао своје пријатеље и комшије. Тада је био познат као Драган Миландроковић. Она се поверава Чарлију, али он мисли да вероватно греши због своје трауме. Разочарана ставом менаџмента хотела, узима ствари у своје руке очајнички како би доказала да је у праву и како би се плаћенику осветила за његово кривично дело.
Чарли тражи Миландроковићево име на Интернету и проналази грозне чланке о њему, али о Довићу нема ништа. Напротив, Довић је чак основао и сиротиште за децу чији су родитељи убијени у грађанском рату. У међувремену схвата да је Довић имао пластичну операцију и добио потпуно нови идентитет. На крају, Чарли јој помаже тако што Миландроковића дискретно хапсе и тако га избаце из хотела.
Тања је из Хрватске. Говори на свом матерњем језику у више наврата, често када је бесна због нечега. У првој епизоди након туче каже: „Е, липо је мени матер рекла: „Врати се ти, кћери, у Шибеник, они су ти сви луди!"". Касније, фрустрирана због менаџера хотела који је покушавао да утиша ствари, она каже: "Ма, разумеш ти врага црнога!".
Тања спомиње Шибеник, хрватски град у којем је рођена и одрасла Данира Говић. То подразумева да је Тања далматинска девојка која говори икавским нагласком.
У четвртој сезони она постаје главни лик.

### Ана Торнтон
Ана Торнтон (прва-четврта сезона) је бивши шеф рецепције. Она је главни лик од почетка серије. Описују је као смешан лик који често прати своје срце уместо главе. Она носи високе штикле као део њене рецепционе униформе.
Ана се појављује у првој епизоди на интервју за посао заменика менаџера. Ребека ју је замолила да остане у хотелу као главна рецепционарка.
Мисли за себе да је прекрасна и да је питање тренутка када ће наћи богатог човека. Њена једина амбиција је да се уда и тако добије живот за који верује да заслужује. Њени планови се кваре када се Ана заљуби, али не у богатог предузетника о коме је одувек сањала. У другој сезони се открива да је њено име лажно.
У другој сезони, трећој епизоди, откривено је да Анина породица ипак није тако угледна. Она завиди Лејди Кетрин (глуми је Кели Брук), бившој колегиници, која се удала за лорда Станвуда.
Откривено је да је Ана спавала са Чарлијем док су заједно радили у хотелу пре прве сезоне. Пријатељи су до треће сезоне, када почну да излазе. Међутим, убрзо су прекинули.
Анн је блиска пријатељица са осталим особљем у хотелу. На крају треће сезоне започиње дружење са хирургом; међутим, она је одбила његов предлог за брак када је открила да је користи како би имао децу.
У првој епизоди, четврте сезоне, Ана је трудна, али не зна се ко је отац. Њене колеге се кладе на онога кога мисле да јесте. Како би их ућуткала, Ана пита Дарена, једног од конобара, да глуми да је отац њеног детета. Конобар се уживи у игру тако да мисли да је Ана стварно заљубљена у њега. Она се касније у току серије порађа, Чарли се враћа и сазнаје да је постао отац девојчице.

### Чарли Едвардс
Чарли Едвардс (прва-четврта сезона) je бивши генерални директор, бивши заменик менаџера, бивши шеф рецепције. Појавио се у првој сезони, прве епизоде, а последњи пут у четвртој сезони, трећој епизоди. Након одласка Ребеке Мичел, Чарли постаје менаџер. У затвору је провео годину дана.
У серији се не спомиње пуно његова прошлост. Радио је у другим хотелима. Би-Би-Си описује његову прошлост као „сложену". Чарли има брата Дана, који се појављује у епизоди друге сезоне (глумео га је Крис Когил). За њега се каже да је знатно мање успешан од Чарлија и да је неколико пута био на погрешној страни закона.
Едвардс је провео 12 месеци у затвору након што је осуђен на 18 месеци, због преваре. Он то није споменуо у свом пријавном обрасцу и због тога је скоро отпуштен. Чарли неколико пута користи вештине које је могао да покупи у затворском систему, као што су криминално знање или борбена способност (приказано током епизоде у другој сезони, где успева да брзо обори члана особља који држи госта као таоца).
Током прве сезоне Едвардс се дружио са Џеки. Резервисали су собе да преноће. Њихов однос је у почетку је био дискретан. Чарли је пољубио Ребеку на божићној забави у другој сезони. Договорили су се да вечерају убрзо, али због компликација у вези са Чарлијевим млађим братом, никад нису. На крају су се договорили да одрже професионалну везу, иако га је Ребека пољубила у последњој епизоди друге сезоне. Чарли и Ана излазе у трећој сезони, али растали су се пре него што је Чарли отишао.
Чарли је под великим притиском када замењује Ребеку на месту генералног директора хотела Вавилон. Добио је е-пошту у којој се наводи да је профит хотела много смањен, а затим није у могућности да плаћа чистачицама због комбинације плата. Принуђен је да узме зајам код пријатеља, са којим је био у затвору, како би их платио, али његов пријатељ жели новац пре него што га Чарли може добити. Џеки је случајно убила разбојника који је украо средство за чишћење. Чарли схвата да је лопов узео новац како би вратио његов дуг и тако помаже Џеки да се реше тела. Чарли одлази када му пријатељ понуди да путује са њим.
Макс Бизли је рекао за свог лика да је мало другачије глумети генералног директора, јер је већа одговорност. За разлику од прве сезоне, сада мора да буде усредсређен јер је на њега велики притисак.
Са Аном и њиховом ћерком сели се у Њујорк.

### Џек Харисон
Џек Харисон (трећа сезона) је бивши генерални директор, бивши заменик менаџера. Појавио се у четвртој епизоди треће сезоне.
У првој епизоди четврте сезоне, после више од годину дана када је био менаџер, откривено је да је Џек напустио хотел и да га је заменила Џулијет. Тони је наговестио да је Џек крив за краткотрајно затварање хотела Вавилон и да су га отпустили директори хотела.

### Џеки Клун
Џеки Клун (прва-трећа сезона) је бивши водитељ домаћинства. Појавио се у првој епизоди прве сезоне. Она је Аустралијанка и многи од њеног особља су имигранти, за неке се чак открива да су били илегално у земљи у првој сезони, а сама је скоро депортирана након што је откривено да јој је виза истекла.
Џеки има сина и скоро је била удата, али ју је вереник напустио, што ју је учинило илегалном имигранткињом због тога што је била на његовој визи. Џеки је добила нову петомесечну визу у првој сезони након што је склопила споразум о имиграцији.
Она је задужена за чистачице у хотелу, према којима се односи са поштовањем. Често пази на њих и назива их „својим девојкама". Има пријатељски однос са већином особља. У првој сезони има ривалски однос са Аном.
Суочила се са разбојником који је украо средство за чишћење. Лопов је напао Џеки. Како би се заштитила, закључала се у купатило и шампоном просула на под. Разбојник је провалио у купатило и кренуо према Џеки, али поклизнуо се и ударио главом о ивицу каде, што га је одмах убило. Уз Чарлијеву помоћ решили су се тела, а Џеки и њен син су се вратили у Аустралију.

### Ребека Мичел
Ребека Мичел (прва-друга сезона) је бивши генерални директор. Појављује се први пут на уводној шпици, а последњи пут на крају друге сезоне. Била је прилично строга према особљу, али се чини да има добре однос са њима.
Током прве сезоне је у проблематичном браку, често спава у хотелу када остаје сама код куће. На крају се разводи од супруга, а у другој сезони сазнаје да је њен бивши у вези са њеним пријатељем.
Ребека је прилично строга према особљу и често се у првој сезони нервира јер Ана у многим приликама касни на посао. У другој сезони је у вези са Чарлијем. Међутим, постаје сумњичава према њему када га види са другом женом и претпоставља се да су се разишли када је отишла, на крају друге сезоне.
Након што је хотел преузео тајкун, Донован Кредо, Ребека је присиљена да отпусти Џеки, Џејмс, Бена, Гина и Ану, пре него што Тонију открива да су он и Чарли изабрани да остану. Његова реакција натера Ребеку да откаже уговор, како би спречила Донована да откупи и затвори хотел. Овај један лажни потез узрокује да Ребека изгуби поверење свог особља. Она каже Чарлију да сада треба да буде срећан, када изађе, он на компјутеру прочита да га називају новим генералним директором хотела. Он трчи за Ребеком питајући је шта се дешава. Одговара му да одлази јер је хотел упропастио њен брак и живот.

### Гости
Серија често привлачи познате глумце и познате личности, обично се представљају као гости који бораве у хотелу.
| Прва сезона - Мартин Бол - Кит Ален - Џоун Колинс - Сузи Ејми - Дугалд Брус Локхарт - Лес Денис - Стив Пембертон - Ентони Хид - Рејчел Стерлинг - Анамарија Маринка - Џејми Тикстон - Зое Тапер - Крејг Кели | Друга сезона - Крис Мојлс - Дејвид Валијамс - Зое Салмон - Кристофер Паркер - Дени Дајер - Кели Брук - Кејси Ејнсворт - Чантел Хотон - Рони Анкона - Рас Або - Самуел Бента - Чери Лунги - Џенифер Елисон - Јулијан Клари - Ђина Белман - Марк Хип - Ричард Бејкон - Александар Армстронг - Ванеса Фелц - Џери Хол - Џон Сешонс | Трећа сезона - Адел Андерсон - Бони Лангфорд - Саманта Бонд - Џон Баровман - Џуд Ло - Травис Оливер - Кваме Квеј-Армах - Меган Додс - Анита Добсон - Данијел Лапејн - Џереми Шефилд - Алан Дејвис - Џон Кулшо - Паула Абдул - Никола Стивенсон - Лесли Гарет - Ли Шарп - Марк Банерман - Дона Ер - Џејмс Ленс - Најџел Кваши - Николас Роу - Дон Жиле - Натанијел Паркер - Боб Гуди - Авигеја Пел - Софи Ву - Пол Кеј - Џејсон Воткинс - Џон Маркез | Четврта сезона - Преја Калидас - Крис Бисон - Ернест Игњатије - Аби Титмус - Бен Фогл - Патрик Балади - Каролина Кац - Хонор Блакман - Тони Робинсон - Мајкл Винер - Кристофер Казенов - Франс Барбер - Алекс Зејн - Дениз Ван Оутен - Џејмс Флит - Џенет Елис - Дарије Кампел - Кели Озборн - Џон Савидент - Хју Денис - Мишел Колинс - Таила Зухи - Руби Тарнер |

## Сезоне
Емитоване су четири сезоне, од којих се свака садржала од осам епизода. Трајале су један сат, мада се репризе емитовања у другим земљама разликују по дужини. Епизода такође почиње и завршава се кратким коментаром једног од главних ликова који је изнео тему те епизоде.
| Сезона | Епизода | Оригинално емитовање |
| ------ | ------- | -------------------- |
| 1      | 8       | 2006                 |
| 2      | 8       | 2007                 |
| 3      | 8       | 2008                 |
| 4      | 8       | 2009                 |

## Локација
На крају четврте епизоде, прве сезоне, приказана је локација хотела Вавилон - кућа Кливленд, улица Кинг 33, северно од парка светог Јакова, Лондон.

## Резултат
Серија је постигла високе оцене, око 5 милиона гледалаца за сваку епизоду и освојила је свој термин. Након одласка Тамзин Атхвејте, на крају друге сезоне, серија је успела да одржи сличне вредности као прве две сезоне током прве половине треће сезоне. Међутим, након одласка Макса Бизлиа, средином треће сезоне, серија је доживела пад од 5 до 4 милиона гледалаца.
Крај прве сезоне постигло је 5,74 милиона гледалаца, а почетак друге сезоне 5,79 милиона, пре него што је порастала на 6,6 милиона гледалаца за другу епизоду. Четврта сезона је почела са 4,28 милиона гледалаца (20,1%).

## ДВД
ДВД-ове издаје Би-Би-Си. Прва сезона је објављена на ДВД-у, у Великој Британији, 19. марта 2007. године, а у САД и Канади 12. фебруара 2008. године. Ова сезона је, такође, објављена у Великој Британији у ХД ДВД-у 5. новембра 2007. године. Друга сезона је првобитно објављена у Великој Британији 30. септембра 2007. године, али је објављена и 17. марта 2008. године. Међународно је објављена 14. фебруара 2008. године у Аустралији и 5. августа 2008. године у САД-у и Канади. Трећа сезона је објављена на ДВД-у у САД-у и Канади 3. марта 2009. године (објављена пре него што је премијерно приказана на Би-Би-Си-у Америци). У Великој Британији, емитована је 13. јула 2009. године. Четврта сезона је објављена на ДВД-у 17. августа 2009. године у Великој Британији.

## Музика
Хотел Вавилон: Музика, музички албум, објављен је у марту 2008. године, неколико дана након треће епизоде треће сезоне. Произвео га је Џим Вилијамс и Џон Лун.
| Број | Песма               | Произвођач             | Дужина |
| 1    | „Хотел Вавилон"     | Џим Вилијамс и Џон Лун | 3:53   |
| 2    | „Град ноћу"         | Џим Вилијамс и Џон Лун | 4:29   |
| 3    | „Хабанера осмех"    | Џим Вилијамс и Џон Лун | 4:11   |
| 4    | „Кафе Руш"          | Џим Вилијамс и Џон Лун | 4:44   |
| 5    | „Клуб уторак"       | Џим Вилијамс и Џон Лун | 5:03   |
| 6    | „Смена"             | Џим Вилијамс и Џон Лун | 4:29   |
| 7    | „Челси девојка"     | Џим Вилијамс и Џон Лун | 4:34   |
| 8    | „Пливање под водом" | Џим Вилијамс и Џон Лун | 5:09   |
| 9    | „Казино"            | Џим Вилијамс и Џон Лун | 3:40   |
| 10   | „Светло Темзе"      | Џим Вилијамс и Џон Лун | 5:01   |
| 11   | „Ход по ивици"      | Џим Вилијамс и Џон Лун | 4:39   |
| 12   | „Другачији живот"   | Џим Вилијамс и Џон Лун | 4:53   |